# Messé
Messé település Franciaországban, Deux-Sèvres megyében. Lakosainak száma 211 fő (2022. január 1.). Messé Rom, Sainte-Soline, Vanzay és Brux községekkel határos.

## Népesség
A település népességének változása:
| Lakosok száma | 189  | 192  | 194  | 188  | 192  | 193  | 193  | 202  | 211  |
|               | 2013 | 2015 | 2016 | 2017 | 2018 | 2019 | 2020 | 2021 | 2022 |